# CB 470
CB 470 – południowoafrykańska bomba kasetowa z subamunicją odłamkową. Wewnątrz bomby CB 470 przenoszonych jest 40 kulistych piodpocisków o masie 6,3 kg każdy. Podpociski zawierają 1,4 kg materiału wybuchowego (mieszanina trotylu i heksogenu) i prefabrykowane odłamki. Z zewnątrz podpociski pokryte są elastomerem. Po upadku na ziemie podpociski odbijają się od niej i wybuchają na wysokości 1–6 m. CB 470 może być zrzucana z wysokości od 30 do 300 m, przy prędkości nosiciela od 700 do 1000 km/h. Przy zrzucie bomby z wysokości 30 m, przy prędkości 1000 km/h podpociski są rozrzucane na obszarze o wymiarach 70 na  250 m.CB 470 jest przenoszona przez samoloty Impala Mk II, Cheetah C/D, Mirage F1AZ